# Mühle Hinte
Die Mühle Hinte (auch Windmühle Hinte oder Hinteraner Mühle genannt) ist die einzige Windmühle in der Gemeinde Hinte im Landkreis Aurich (Ostfriesland). Der 1869 errichtete Bau ist von 1992 bis 1997 wiederhergerichtet worden und seither wieder mit funktionierender Mühlentechnik ausgestattet.
Erstmals erwähnt wurde eine Mühle am heutigen Standort am Hinter Tief im Jahre 1658. Der heutige Bau entstand 1869 und wurde als Getreidemühle betrieben. Es handelt sich um einen dreistöckigen Galerie-Holländer mit Steert. Der Ziegelsteinbau, ein Achtkant, verfügt über eine Dachdeckung aus Reet. Das Flügelsystem bestand bis 1902 aus vier Segelgatterflügeln. Danach hatte die Windmühle bis 1958 je zwei Segelgatter- und Jalousieflügel. 1958, ein Jahr nach der Verabschiedung des Mühlenstillegungsgesetzes gegen den ruinösen Wettbewerb unter den Mühlen, wurde auch die Hinteraner Windmühle stillgelegt und bis auf das Mauerwerk abgebrochen. Der Windantrieb wurde 1958 stillgelegt, der als Sekundärantrieb vorhandene Motorantrieb im Jahre 1987.
Die Mühle ist von 1992 bis 1997 renoviert und mit den ursprünglich vorhandenen Segelgatterflügeln wiederhergerichtet worden. Der Flügeldurchmesser (Flucht) genannt, beträgt 25,65 Meter. Untergebracht sind in dem Gebäude (einschließlich des angeschlossenen Maschinenhauses) die Fremdenverkehrszentrale der Gemeinde Hinte (Erdgeschoss) sowie ein Trauzimmer, eine Gemäldegalerie und eine Gaststube (Obergeschoss). Die Mühlentechnik ist noch vorhanden und funktionsfähig. Die Mühle kann an Wochenenden (15 bis 18 Uhr) von innen besichtigt werden, auf Anfrage werden auch Führungen angeboten.